# Villentrois-Faverolles-en-Berry
Villentrois-Faverolles-en-Berry  ist eine französische Gemeinde mit 880 Einwohnern (Stand 1. Januar 2022) im Département Indre in der Region Centre-Val de Loire. Sie gehört zum Arrondissement Châteauroux und zum Kanton Valençay.
Sie entstand als Commune nouvelle mit Wirkung vom 1. Januar 2019 durch die Zusammenlegung der bisherigen Gemeinden Villentrois und Faverolles-en-Berry, die in der neuen Gemeinde den Status einer Commune déléguée haben. Der Verwaltungssitz befindet sich im Ort Villentrois.

## Gliederung
| Ortsteil                      | ehemaliger INSEE-Code | Fläche (km²) | Einwohnerzahl zum 1. Januar 2022 |
| ----------------------------- | --------------------- | ------------ | -------------------------------- |
| Villentrois (Verwaltungssitz) | 36244                 | 32,38        | 556                              |
| Faverolles-en-Berry           | 36072                 | 41,41        | 324                              |

## Lage
Die Gemeinde liegt rund 50 Kilometer nordnordwestlich von Châteauroux und wird vom Fluss Modon und seinem Zufluss Traîne Feuilles durchquert.
Nachbargemeinden von Villentrois-Faverolles-en-Berry sind Lye im Norden, Fontguenand im Nordosten, Valençay im Osten, Veuil im Südosten, Luçay-le-Mâle im Süden, Nouans-les-Fontaines im Südwesten und Châteauvieux im Nordwesten.